# Apamea nigrior
Apamea nigrior är en fjärilsart som beskrevs av Smith 1890. Apamea nigrior ingår i släktet Apamea och familjen nattflyn. Inga underarter finns listade i Catalogue of Life.